# 会津若松市立会津図書館
会津若松市立会津図書館（あいづわかまつしりつ あいづとしょかん）は、福島県会津若松市栄町にある公立図書館。1903年（明治36年）7月に、市立図書館としては日本で初めて認可を受けた図書館で、東北地方の市立図書館として初めて移動図書館専用車両を導入した図書館でもある。

## 歴史

### 初代館舎時代（1904-1946）

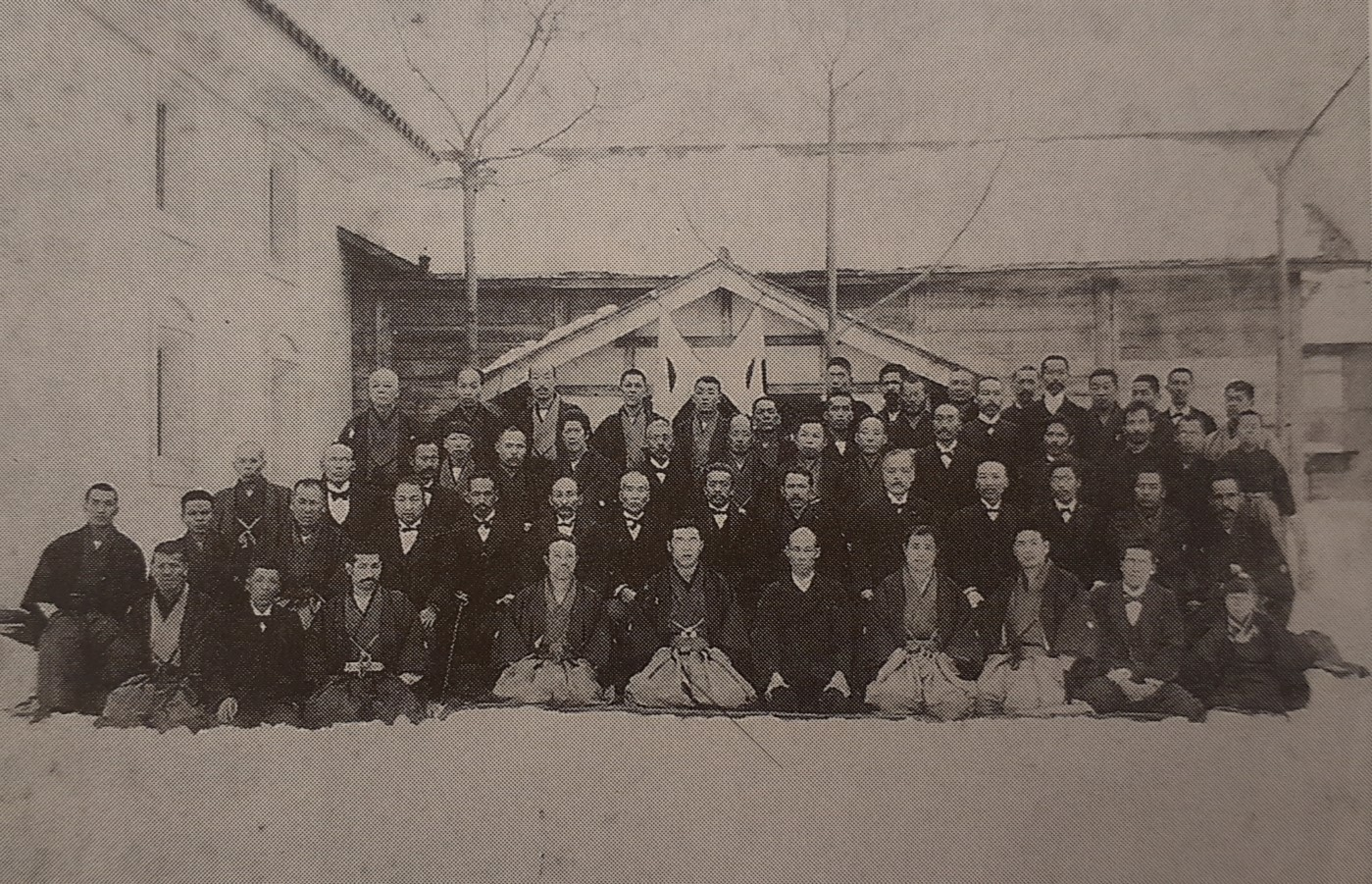
1904年2月11日の開館式

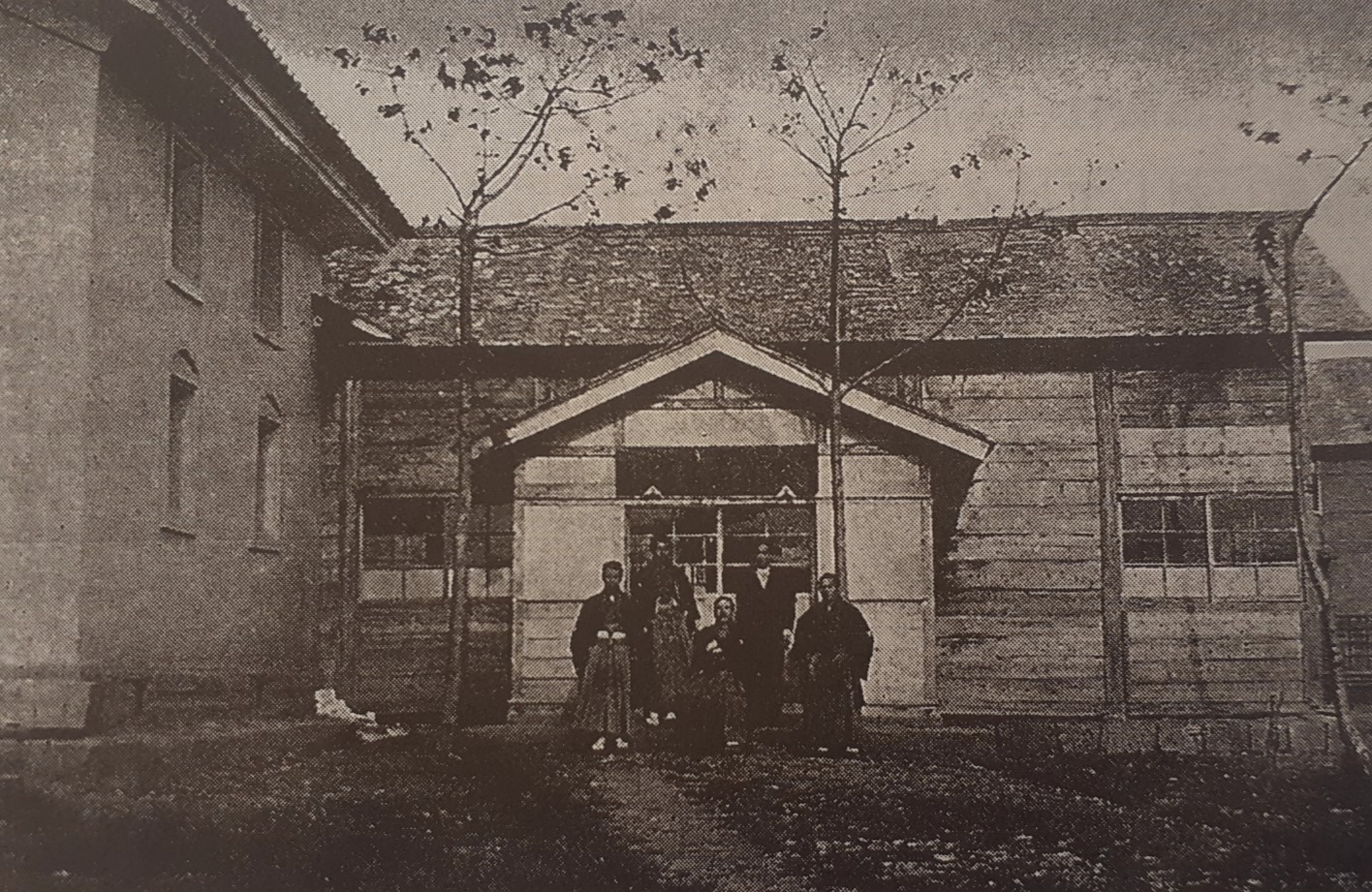
初代館舎

北会津郡若松町では、1893年（明治26年）に私立若松図書館が開館した。その後、1900年（明治33年）5月に山川健次郎・柴四朗・今泉六郎らが中心となって「会津図書館共立会」を設立し、1903年（明治36年）4月に今泉は247冊を図書館のために寄贈した。この時、今泉が寄贈した図書の一部は、2015年（平成27年）現在も会津図書館で所蔵している。なお、若松ではこの頃、会津中学校の県立移管や会津女学校・県立工業学校・若松商業学校など教育機関の設立が相次いでいた。
1903年（明治36年）7月に市立会津図書館の設立が文部省に認可された。これは市立図書館としては日本国内第1号の認可であった。館舎は同年10月に竣工し、1904年（明治37年）2月11日（紀元節）に開館式を挙行した。実際に一般の閲覧が可能となったのは2月18日のことである。初代館舎が立地したのは、会津若松市栄町第二庁舎の位置（栄町5-17、当時の住所で栄町210番地から212番地）で、敷地面積は204坪（≒674.4 m2）、木造平屋建の本館と土蔵造2階建の書庫から成っていた。初代館長は小川謙三が務め、設立資金1,595円、蔵書数4,039冊で出発した。
近代の会津図書館は、閲覧料と館外貸出料を徴収していた。閲覧料は1回1銭で、回数券（10回分8銭）の取り扱いもあった。開館時間は8時から16時であったが、夏季は14時に閉館することがあった。逆に冬季は夜間開館と称し、18時から21時まで開館していた。

### 栄町から城東町へ（1946-2011）
1946年（昭和21年）4月、会津物産館（旧・会津物産陳列館）へ移転した。会津物産陳列館は、栄町3番44号（当時の住所で栄町231番地）に1921年（大正10年）に総工費158,000円で建設されたバロック建築風の洋館で、大正天皇の御大典記念事業の一環で建てられたものであった。1954年（昭和29年）には隣接する会津公会堂前にテレビが設置され、前庭は連日満員となった。
移転先の図書館は1階に閲覧室・事務室・書庫など、2階に講堂・研究室・会議室・郷土博物館などを配置し、1956年（昭和31年）には事務室の一部を「母と子のへや」（児童開架）に充当した。研究室は郷土史研究の部屋で、専任の職員が置かれていた。サービス面では、進駐軍の命令により1948年（昭和23年）1月20日に閲覧料を撤廃し、1952年（昭和27年）10月25日から移動図書館を導入した。
1964年（昭和39年）7月、会津図書館建設促進会が発足し、明治百年記念事業として城東町2番3号の会津母子寮跡に図書館を新築移転することが決定した。1968年（昭和43年）9月7日に起工式を挙行し、1969年（昭和44年）7月7日に開館式を迎えた。新館は1階に児童室・事務室・ブラウジングルームなど、2階に一般・学生閲覧室を備え、市立図書館として開館当時は東北地方最大規模であった。2004年（平成16年）、開館百周年記念式典を会津若松市文化センターで挙行し、記念誌の発行などの記念事業を実施した。
2010年（平成22年）10月31日、新館への移転のため、閉館セレモニーを挙行した。

### 會津稽古堂時代（2011-）

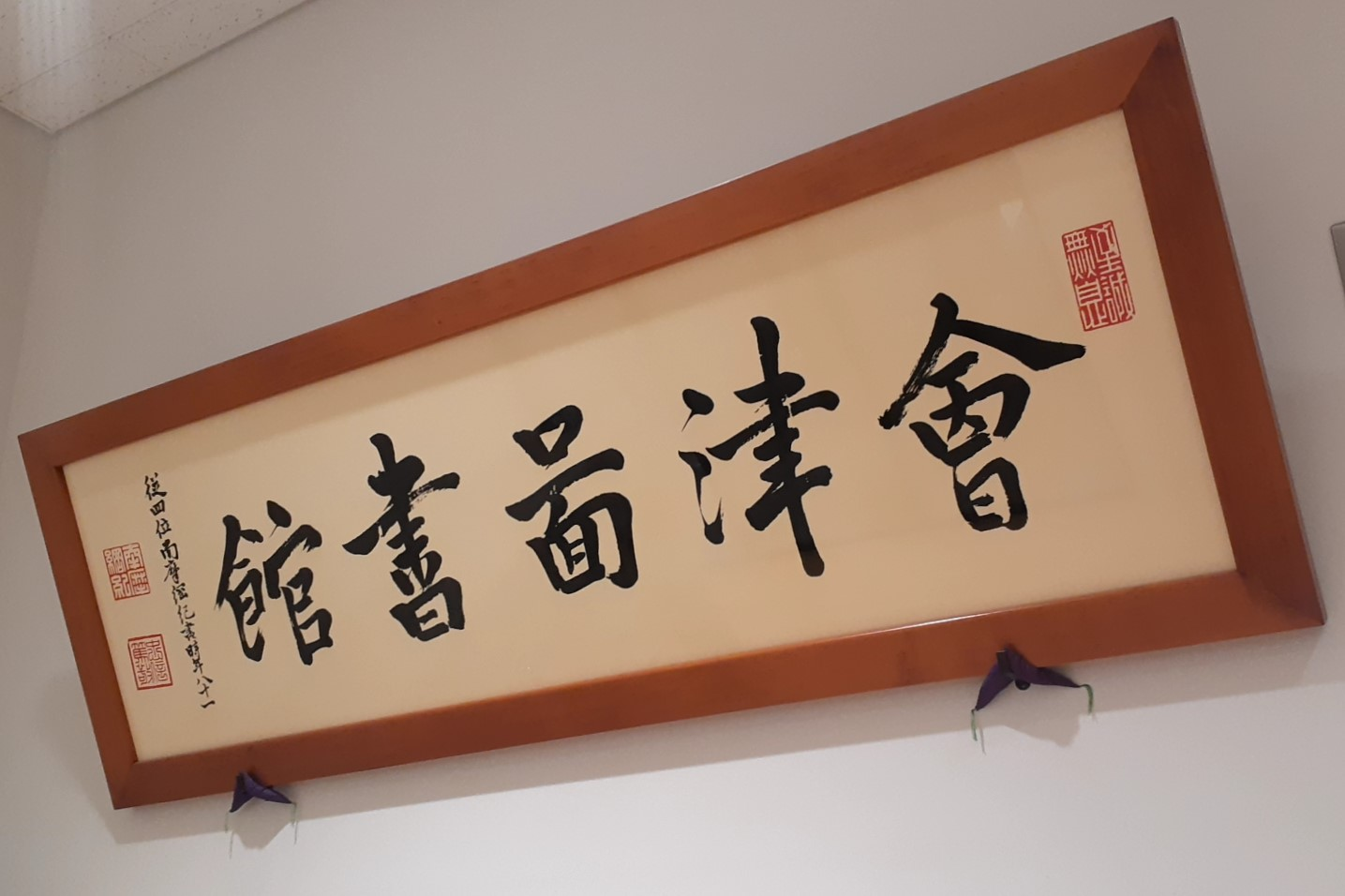
1904年の開館時に玄関に掲げられていた扁額（複製）

2011年（平成23年）4月17日、中央公民館と図書館の機能を持つ会津若松市生涯学習総合センター（會津稽古堂）が新築され、その2階に図書館は移転した。

## 會津稽古堂
會津稽古堂（あいづけいこどう）は、会津若松市中央公民館と会津若松市立会津図書館を併設する生涯学習のための複合施設で、正式名称を会津若松市生涯学習総合センターと称する。佐藤総合計画・共同設計共同企業体の設計により、2008年（平成20年）度から2010年（平成22年）度にかけて建築され、2011年（平成23年）4月に開館した。総事業費は約33億円。
館内
| 階      | 床面積（m2） | 施設       | 主な部屋                                                                   |
| ------- | ------------ | ---------- | -------------------------------------------------------------------------- |
| 3階     | 1,109        | 中央公民館 | 研修室1 - 7、和室1・2、茶室                                                |
| 2階     | 1,962        | 会津図書館 | 一般開架、こどもとしょかん                                                 |
| 中2階   | 846          | 会津図書館 | 書庫                                                                       |
| 1階     | 2,384        | 中央公民館 | スタジオ（健康、音楽、クッキング、美術工芸）、多目的ホール、市民ギャラリー |
| 地下1階 | 3,064        | ―          | 駐車場                                                                     |

## 利用案内
図書館の業務は会津若松市教育委員会生涯学習総合センターが所管するが、カウンター業務と移動図書館は、株式会社まちづくり会津に委託している。
- 開館時間：10時から19時まで
  - 日曜・祝日は18時まで。
- 休館日：會津稽古堂の休館日（月1 - 2日程度）、年末年始、特別整理期間
- 貸出制限：会津若松市に居住・通勤・通学する者または喜多方市・南会津郡・耶麻郡・河沼郡・大沼郡に居住する者。
- 貸出可能点数：図書=8冊、視聴覚資料（CD・DVD・ビデオ等）=2点
  - 市内図書館・公民館での合計数
- 貸出可能期間：15日間（延長は1回可）
- 返却場所：図書館カウンター、返却ポスト
- 車椅子、ベビーカー、拡大読書器・コインロッカーあり。
- 予約、リクエスト、相互貸借、レファレンスサービス、複写、Wi-Fi（Aizu Free Wi-Fi）、オンラインデータベース、ユニバーサルサービスが利用可能。

### 移動図書館「あいづね」
会津図書館における移動図書館の歴史は長く、1952年（昭和27年）10月25日に読書週間の行事として実施したのが始まりである。1953年（昭和28年）からジープを使った定期運行を開始し、1955年（昭和30年）の広域合併による市域の拡大を受けて、農村部での利用が増加した。
1962年（昭和37年）に東北地方の市立図書館としては初となる移動図書館専用の車両を獲得し、市民公募により「あいづね」と命名した。「あいづね」は、漢字で書くと「会津嶺」となり、万葉集にある短歌から取った語である。初代あいづね号は、マツダのマイクロバスを改造した車両を利用し、800 - 1,000冊を搭載して市内16コース111か所を1か月かけて巡回していた。
2012年（平成24年）6月5日に5代目のあいづね号を導入し、約2,500冊を搭載可能となった。2022年（令和4年）現在、市内12コース53か所を月1回巡回する。ただし、1月と2月は積雪があるため運休し、地域によっては3月も運休となる。1回の貸出冊数は15冊で、貸出期間は次の巡回日までである。なお、冬季運休があるため、12月は貸出制限が30冊に増加する。